# Una luz azul
Una luz azul o Luz azul (en ruso: Голубой огонёк, Goluboi ogoniok) es un popular programa de variedades musicales transmitido durante diferentes días festivos por la televisión de la Unión Soviética, desde 1962, y posteriormente en Rusia.

## Nombre y contenidos
Su nombre alude al reflejo de la luz azul emitido por las pantallas de televisión, así como algunas de las expresiones tradicionales de Rusia en relación con visitas amistosas: «заглянуть на огонек» (zaglyanut' na ogonek), que significa visitar a alguien después de ver una luz en su ventana; «o посидеть у огонька» (posidyet' u ogon'ka), que significa sentarse junto al fuego.
El programa mostraba a distintos artistas populares y personalidades en la Unión Soviética –como udarniks, héroes del Trabajo Socialista o cosmonautas– sentados en mesas de una «cafetería» montada en un set de televisión, donde cantaban canciones, realizaban skecthes, entre otras actividades para celebrar las fiestas. La idea del espectáculo era «dar una luz» a cada familia soviética para compartir la mesa festiva más allá de la pantalla.

## Historia
Una luz azul fue ideado por el director de cine Aleksey Gabrilovich, y su primer episodio salió al aire el 6 de abril de 1962 en la Televisión Central Soviética, como un programa de emisión semanal, los sábados. Después de algún tiempo se convirtió en un show de emisión mensual, y más tarde fue transmitido solo en los principales días festivos.
Su versión más conocida fue la de víspera de Año Nuevo (en ruso: Новогодний Голубой огонек, Novogodniy Goluboy ogonyok), como parte de la tradición soviética; la emisión de Una luz azul seguía al discurso de Año Nuevo del secretario general del Partido Comunista con las felicitaciones al pueblo soviético, que era a su vez precedida por la película de 1975 Ironía del destino.
Después de la disolución de la Unión Soviética, Una luz azul volvió a ser emitida en Rusia en 1998, ahora por la cadena de televisión Rossiya 1.